# Lymantria phaeosericea
Lymantria phaeosericea este o specie de molii din genul Lymantria, familia Lymantriidae, descrisă de Paul Mabille 1884 Conform Catalogue of Life specia Lymantria phaeosericea nu are subspecii cunoscute.